# Gerard Batten
Gerard Batten (Romford, 27 marzo 1954) è un politico britannico del Partito per l'Indipendenza del Regno Unito e europarlamentare dal 2004 al 2019.

## Biografia
Prima di entrare in politica, Gerard Batten era un venditore di British Telecom.
Membro della Lega anti-federalista creata nel 1991 per la campagna contro il Trattato di Maastricht, Batten è stato uno dei fondatori nel 1993 del Partito per l'Indipendenza del Regno Unito (UKIP) di cui è stato segretario generale dal 1994 al 1997. Il 22 maggio 2014 è stato eletto deputato al Parlamento europeo nella circoscrizione elettorale di Londra. Durante il suo primo mandato, è stato membro della sottocommissione per la sicurezza e la difesa.
Nel maggio 2008, è candidato UKIP per la carica di sindaco di Londra. Alla fine delle elezioni, ha raccolto l'1,2% dei voti.
È stato rieletto deputato europeo nel 2009 e poi nel 2014.
Dopo la cacciata di Henry Bolton dal suo incarico di capo dell'UKIP il 17 febbraio 2018, Gerard Batten assicura la carica ad interim prima di essere eletto il 14 aprile successivo.
Durante le elezioni europee de 23 maggio 2019, l'UKIP raccoglie il 3,57% dei voti e perde tutti i suoi seggi al Parlamento europeo. Il 2 giugno successivamente, Gerard Batten lascia la guida del suo partito..